# 大町市立大町中学校
大町市立大町中学校（おおまちしりつおおまちちゅうがっこう）は、長野県大町市にある公立中学校である。

## 沿革
大町市立第一中学校と大町市立仁科台中学校が統合して発足。校舎は旧仁科台中学校のものを使用している。

## 教育目標
- 教育理念：聴く学校[1]

## 通学区域
- 大町市のうち大町、平、常盤及び社の全域[2]

## 備考
1948年から1959年まで同名の中学校が存在し、現在の大町中学校は2代目である。